# Bistum Juticalpa
Das Bistum Juticalpa (lat.: Dioecesis Iuticalpensis) ist eine in Honduras gelegene römisch-katholische Diözese mit Sitz in Juticalpa. 

## Geschichte
Das Bistum Juticalpa wurde am 6. März 1949 durch Papst Pius XII. aus Gebietsabtretungen des Erzbistums Tegucigalpa als Territorialprälatur Inmaculada Concepción de la Bienaventurada Virgen María en Olancho errichtet. Die Territorialprälatur Inmaculada Concepción de la Bienaventurada Virgen María en Olancho wurde am 31. Oktober 1987 durch Papst Johannes Paul II. zum Bistum erhoben und in Bistum Juticalpa umbenannt. Das Bistum Juticalpa ist dem Erzbistum Tegucigalpa als Suffraganbistum unterstellt.

## Ordinarien

### Prälaten von Inmaculada Concepción de la Bienaventurada Virgen María en Olancho
- Bernardino Mazzarella OFM, 1954–1963, dann Bischof von Comayagua
- Nicholas D’Antonio Salza OFM, 1963–1977
- Tomás Andrés Mauro Muldoon OFM, 1983–1987

### Bischöfe von Juticalpa
- Tomás Andrés Mauro Muldoon OFM, 1987–2012
- José Bonello OFM, seit 2012